# ATP Challenger Santos-2
Der ATP Challenger Santos (offiziell: Santos Challenger) war ein Tennisturnier, das zwischen 1983 und 1989 dreimal in Santos, Brasilien, stattfand. Es gehörte zur ATP Challenger Tour und wurde im Freien auf Sand gespielt. Danilo Marcelino ist mit je einem Titel in Einzel und Doppel der einzige mehrfache Turniersieger.

## Liste der Sieger

### Einzel
| Jahr                         | Sieger           | Finalgegner        | Ergebnis      |
| ---------------------------- | ---------------- | ------------------ | ------------- |
| 1989                         | Gabriel Markus   | Christian Miniussi | 6:2, 6:2      |
| 1988                         | Danilo Marcelino | Marcelo Hennemann  | 6:3, 3:6, 6:3 |
| 1984–1987: nicht ausgetragen |                  |                    |               |
| 1983                         | Júlio Góes       | Carlos Kirmayr     | 6:2, 6:3      |

### Doppel
| Jahr                         | Sieger                         | Finalgegner                     | Ergebnis      |
| ---------------------------- | ------------------------------ | ------------------------------- | ------------- |
| 1989                         | Cristian Araya Pedro Rebolledo | David Macpherson Gerardo Mirad  | 6:4, 4:6, 6:4 |
| 1988                         | Danilo Marcelino Mauro Menezes | José Clavet Francisco Clavet    | 3:6, 6:1, 6:2 |
| 1984–1987: nicht ausgetragen |                                |                                 |               |
| 1983                         | Junie Chatman Leo Palin        | Edvaldo Oliveira Fernando Roese | 7:6, 6:2      |